# Mahoba
Mahoba är en stad i den indiska delstaten Uttar Pradesh, och är den administrativa huvudorten för distriktet Mahoba. Staden hade 95 216 invånare vid folkräkningen 2011.
Som huvudstad för en dynasti, som under 800- till 1200-talet behärskade Bundelkhand, har staden Mahoba en mängd byggnadsminnen, bland annat genom uppdämning bildade sjöar, av vilka den största är mer än 6 kilometer i omkrets.